# هپیزبرگ
هپیزبرگ (به انگلیسی: Happisburgh) یک روستا و محله مدنی در بریتانیا است که در North Norfolk واقع شده‌است. هپیزبرگ ۹٫۶۳ کیلومتر مربع مساحت و ۸۸۹ نفر جمعیت دارد.